# Bulbophyllum simmondsii
Bulbophyllum simmondsii là một loài phong lan thuộc chi Bulbophyllum.